# 感傷 (アルバム)
『感傷』（かんしょう）は、1981年2月21日に発売された大塚博堂の8枚目のアルバム。東芝EMI移籍第1弾にして、最後のアルバムとなる。

## 概要
レコード会社を移籍して最初のアルバムであった。“感傷とは、やさしさと弱さの間を流れる川である”をテーマにしたもので、センチメンタルをテーマにしている。このアルバムは、作詞は全曲阿久悠、作曲は全曲博堂、編曲は、トランザムのリーダーで、元ザ・ハプニングス・フォーのメンバー、またクニ河内の実弟でもあるチト河内が担当した。阿久の詞に博堂が曲をつけるとき、メロディがなかなか思い浮かばなく苦悩した曲もある。博堂は、みんなが口ずさみやすいのを考えたと後に話している。アルバム発売から3ヵ月後、博堂が亡くなる。
発売後長らくCD化されていなかったが、2023年1月25日、ユニバーサルミュージックより初CD化、発売された。

## ジャケットのイラスト
ジャケットのイラストは、博堂自身がパステルを使って描いたものである。

## 収録曲
| 全作詞: 阿久悠、全作曲: 大塚博堂、全編曲: チト河内。 |                                      |        |            |      |
| #                                                    | タイトル                             | 作詞   | 作曲・編曲 | 時間 |
| 1.                                                   | 「春は横顔」                         | 阿久悠 | 大塚博堂   | 3:09 |
| 2.                                                   | 「トマトジュースで追いかえすのかい」 | 阿久悠 | 大塚博堂   | 4:07 |
| 3.                                                   | 「処女よ」                           | 阿久悠 | 大塚博堂   | 4:01 |
| 4.                                                   | 「林檎の皮」                         | 阿久悠 | 大塚博堂   | 3:17 |
| 5.                                                   | 「最初の微笑」                       | 阿久悠 | 大塚博堂   | 3:32 |
| 6.                                                   | 「私の愛は間違いじゃない」           | 阿久悠 | 大塚博堂   | 3:41 |
| 7.                                                   | 「ミセス・ホワイトに伝えて」         | 阿久悠 | 大塚博堂   | 3:35 |
| 8.                                                   | 「たそがれ」                         | 阿久悠 | 大塚博堂   | 3:31 |
| 9.                                                   | 「センチメンタルな私小説」           | 阿久悠 | 大塚博堂   | 3:11 |
| 10.                                                  | 「ムキになるなよお嬢さん」           | 阿久悠 | 大塚博堂   | 4:07 |
| 合計時間:                                            | 合計時間:                            | 36:11  |            |      |